# 杰西·欧文斯
詹姆斯·克里夫兰·“杰西”·欧文斯（英語：James Cleveland "Jesse" Owens，1913年9月12日—1980年3月31日），美国非洲裔田径运动员和民权运动领袖。现代奥林匹克史上最伟大的运动员之一。他参加了納粹德国举办的1936年夏季奥林匹克运动会，取得了令人瞩目的4枚奥运金牌，分别是男子100米、200米，跳远和4×100米接力。

## 生平

### 童年
欧文斯出生于美国阿拉巴马州劳伦斯县奥克维尔，其父母是亨利·欧文斯和艾玛·欧文斯。当他九岁时，全家搬迁到俄亥俄州克利夫兰。欧文斯的祖父是一名黑奴，而父亲是一个农民。据他母亲回忆说，体弱多病的小欧文斯经常患上“该死的感冒”。而欧文斯名字中的“杰西”来自一场误会，克利夫兰的老师在听欧文斯介绍自己名字的缩写J.C.时，由于没听清楚他的口音，以为是Jesse。
欧文斯家在城市贫民区的生活并不宽裕。他本人就在空闲的时候打过多份工作：递送食品、装卸货物以及在一家鞋匠铺打零工。在劳动中，欧文斯逐渐发觉自己对跑步这项运动有着极大的兴趣。
在其之后的生涯中，欧文斯始终将其辉煌的运动成绩归功于他在Fairview中学时期的田径啟蒙教练查尔斯·里雷（Charles Riley），后者将欧文斯招入了学校田径队。由于欧文斯要在放学后到鞋匠铺工作，教练破例允许他在早上上学前开始训练。
欧文斯最初在美国国内崭露头角是在他就读克利夫兰的东部技术高中期间。在1933年芝加哥举行的全美高中运动会上，他以9.4秒的成绩平了100码（91米）短跑的世界纪录，以及同时破了24英尺9.5英寸（7.56米）的跳远世界纪录。

### 大学时代
之后，欧文斯进入俄亥俄州立大学学习。他被人们亲昵地称为“俄州子弹”，并破天荒地在1935年和1936年两年期间获得8项美国全国大学体育协会（NCAA）冠军。一年连夺4块NCAA金牌的成绩直到2006年，才被泽维尔·卡特追平，而且后者的金牌中还包括一项接力赛跑。尽管欧文斯在运动方面取得了很大的成绩，但与其它非洲裔美国运动员一样，在当时的美国环境中，他还不能住在大学宿舍里。甚至在代表学校到外地出赛时，他也只能叫外卖食品或者到“仅向黑人开放”的餐馆吃饭。同样，他也只能住在“仅向黑人开放”的旅馆中。由于他从未在学校中获得任何奖学金，因此他仍然只能通过半工半读来维持学习生活。
欧文斯学生时期最辉煌的成绩创造于1935年5月25日在密歇根州安娜堡举行的美国十大联盟运动会上。在短短45分钟内，欧文斯破了三项并平了一项世界纪录。他平了100码（91米）短跑的纪录（9.4秒），并在跳远（成绩为26英尺8¼英寸，相当于8.13米，该纪录保持时间长达25年）、220码（201米）短跑（成绩为20.7秒）和220码低栏跑（以22.6秒的成绩成为首个突破23秒大关的运动员)三个项目中创造了新的世界纪录。事实上，2005年美国NBC著名体育节目主持人鮑伯·柯斯塔斯和中佛罗里达大学体育史教授Richard C. Crepeau一致认为这是自1850年以来运动史上最激动人心的一刻。
欧文斯也是美国首个校际兄弟会 Alpha Phi Alpha的成员，该会主要服务于非洲裔美国人。

### 柏林奥运会
1936年，欧文斯代表美国队参加在德国举行的第十一届夏季奥林匹克运动会。当时，纳粹德国的元首阿道夫·希特勒希望通过该届运动会向世界证明强大的德国国力。他与其它德国高官都对德国运动员在比赛中的成绩抱有极高的期待。同时，纳粹的宣传部门也极力宣扬“亞利安人种的优越性”，并将黑人描述成劣等種族。
但是，欧文斯以无可争议的4枚金牌轰动了本届大赛：在1936年8月3日，他击败队友拉尔夫·梅特卡夫（Ralph Metcalfe），赢得100米短跑金牌；次日，在跳远比赛中折桂；在8月5日的200米赛跑项目中夺冠；最后在8月9日举行的4X100米接力赛中，欧文斯拿到了他在本届比赛中的第四块金牌。这一辉煌的成绩直到1984年夏季奥林匹克运动会才被美国黑人运动员卡尔·刘易斯追平。
在1938年的影片“奥林匹亚”中，欧文斯夺得跳远冠军的画面被保留了下来。
在该届比赛的第一天，希特勒仅仅与夺得金牌的德国运动员握手后就离开了赛场。对此，奥委会官员提出意见，要求希特勒或者选择与每位金牌获得者握手，或者选择全都不握手。希特勒最终选择了后一方案，因此没有在后来的几天中与金牌获得者见面。
对于那些有关希特勒拒绝与运动员握手的报道，欧文斯在事后回忆道：
|  | 当我经过主席台时，他起身向我挥手致意，我也向他招手。我想那些作家在报道当时德国人的时候染上了坏毛病。 |

但纳粹德国装备部长阿尔伯特·斯佩尔也写过：

|  | 美国有色人种运动员杰西·欧文斯一系列胜利让希特勒非常恼火。从雨林里走出来的人很原始，希特勒耸肩说道；他们的身体比那些文明化的白人更强壮，因此应该在将来的比赛中排除出去。 |

在1936年美国总统竞选期间，杰西·欧文斯在10月15日堪萨斯城共和党集会上向非裔美国人听众说过：

|  | 希特勒并没有怠慢我。对我不够尊重的人恰恰是罗斯福先生。这位总统先生甚至没有给我一纸电报表示祝贺。 |

杰西·欧文斯从未被邀请到白宫做客，也没有在富兰克林·罗斯福和哈利·杜鲁门在任期间获得过两位总统给予的任何荣誉。直到1955年，共和党人艾森豪威尔总统才表彰欧文斯的体育成就，赞誉他是一名“体育大使”。
尽管当时納粹德国笼罩在种族主义的阴云之下，但是欧文斯依然在柏林奥林匹克体育场赢得了11万观众的掌声，而且当人们在柏林街头遇到他时，也纷纷向他索要亲笔签名。当时，美国也存在着严重的种族歧视现象，但是欧文斯作为一个特例，被允许住宿在白人的旅馆中。

### 奥运会之后
在当年奥运会结束之后，欧文斯受国家队邀请参加在瑞典的另一项赛事。但是，欧文斯却选择了返回美国发展他的个人事业。美国体育官员为此大发雷霆，并从此取消了欧文斯代表美国参加比赛的资格。欧文斯就此事，为自己辩护道“一个普通人总是要追求属于他自己的一些东西。”
由于缺乏足够的比赛机会，欧文斯的生计遇到了困难。他只能选择将他的运动天赋用来娱乐人们而换取生活费。他经常与各地选手进行赛跑，并且在比赛中让对手先跑一段距离，但在最后往往能超越对方。他甚至还参加一些人马赛跑以博取门票收入和奖金。
此后他也在一家干洗店和加油站工作过。最后他仍然入不敷出，只能宣告破产。1966年，他因逃税被当局处罚。在绝望之中，命运却出现了逆转。欧文斯被选为美国友好形象大使。他周游各国，并访问了福特汽车公司和美国奥委会等企业机构。在1968年，欧文斯因为支持了那届充斥着种族歧视和抗争的奥运会而受到了一些指责。
欧文斯在1970年被选入亚拉巴马州体育名人堂。1976年，他获得了杰拉尔德·福特总统颁发的“总统自由勋章”，还在1990年3月28日被布什总统追授国会金质奖章。
1980年，有着35年烟龄的欧文斯最终因肺癌在亚利桑那州图森逝世，享年66岁。他的墓地位于芝加哥的奥科森林（Oak Woods）墓园。
在他生前的最后几个月，欧文斯曾尝试劝说卡特总统不要抵制1980年的莫斯科奥运会，因为他认为奥林匹克的信念就是超越政治，与战争无关。但最终美国还是选择了抵制。
1996年，杰西·欧文斯纪念公园落成于阿拉巴马州奥克维尔。公园内一块铜牌上雕刻着诗人Charles Ghigna创作的短诗：
愿他作为象征永远闪耀着光芒
为了那些为体育自由而奔波的人们，
为了体育中的人文精神，
为了纪念杰西·欧文斯.

## 國際大型運動賽會
| 年   | 賽事               | 舉辦城市 | 名次 | 項目          | 記錄           |
| ---- | ------------------ | -------- | ---- | ------------- | -------------- |
| 1936 | 夏季奧林匹克運動會 | 德國柏林 | 金牌 | 100公尺       | 10.3秒（手動） |
| 1936 | 夏季奧林匹克運動會 | 德國柏林 | 金牌 | 跳遠          | 8.06公尺       |
| 1936 | 夏季奧林匹克運動會 | 德國柏林 | 金牌 | 200公尺       | 20.7秒（手動） |
| 1936 | 夏季奧林匹克運動會 | 德國柏林 | 金牌 | 4×100公尺接力 | 39.8秒（手動） |

## 个人生活和家庭
15岁的欧文斯与13岁的Minnie Ruth Solomon在费尔蒙特初中读书时就坠入情网。他们一直相亲相爱，并在1932年生下了第一个女儿格洛莉亚。1935年，两人正式结婚，并在1937年和1940年迎来了2个女儿的诞生。
值得一提的是，欧文斯的侄孫克里斯·欧文斯（Chris Owens），是一名美国职业篮球运动员，曾在2002年NBA選秀第二輪獲選，短暫在NBA打球後之後長期在歐洲打球，曾效力於包含德国篮球联赛的ALBA柏林球队在內的多支球隊。

## 荣誉
欧文斯在身后获得了数项殊荣。柏林市政府於1984年將一條位於柏林奧林匹克體育場南端的街道命名為傑西·歐文斯大街。美国也分别在1990年和1998年两次发行欧文斯的纪念邮票。此外，在亚利桑那州凤凰城建有杰西·欧文斯医学大楼。俄亥俄州立大学的田径场被冠名为杰西·欧文斯纪念体育场。
自1981年起，美国田联决定设立杰西·欧文斯奖，用以表彰每年度成绩最优越的美国田径运动员，这也是美国田径界最高级别的个人荣誉。

## 外部連結
- 杰西·欧文斯在国际奥林匹克委员会的资料
- 杰西·欧文斯在的頁面
- 杰西·欧文斯在的頁面
- 互联网电影数据库（IMDb）上《Jesse》的资料（英文）
- 欧文斯官方主页 （页面存档备份，存于）
- 1980年4月1日刊登于《纽约时报》的讣告 （页面存档备份，存于）
- 杰西·欧文斯纪念馆 （页面存档备份，存于）
- 杰西·欧文斯相关信息 （页面存档备份，存于）
- Official "Jesse Owens Movie" Website
- 欧文斯的成就以及与希特勒面对面 (ESPN) （页面存档备份，存于）
- 杰西·欧文斯的视频短片 （页面存档备份，存于）
- 1936年影片《奥林匹亚》中欧文斯的镜头 （页面存档备份，存于）
- 杰西·欧文斯与美国奥运代表团
- 通往欧文斯出生地的奥运火炬之路